# Montfiquet
Montfiquet est une commune française, située dans le département du Calvados en région Normandie, peuplée de 85 habitants.

## Géographie

### Localisation
La commune est aux confins du Bessin et du pays saint-lois. Son bourg est à 5 km à l'ouest de Balleroy, à 10 km au sud du Molay-Littry, à 15 km au nord-ouest de Caumont-l'Éventé, à 17 km à l'est de Saint-Lô et à 20 km au sud-ouest de Bayeux.
| Cerisy-la-Forêt (Manche) | Le Molay-Littry, Le Tronquay | Balleroy-sur-Drôme (comm. dél. de Vaubadon) |
| Cerisy-la-Forêt (Manche) | Montfiquet                   | Balleroy-sur-Drôme (comm. dél. de Balleroy) |
| Bérigny (Manche)         | Litteau                      | La Bazoque                                  |

### Hydrographie
La commune est située dans le bassin Seine-Normandie. Elle est drainée par la Drome, l'Esque, la Tortonne, la Siette, le cours d'eau 01 de la Route Forestière du Breuil, le ruisseau de la Commune, le fossé 07 de l'Étang, le fossé 03 de la forêt domaniale de Cerisy, le cours d'eau 07 de la forêt domaniale de Cerisy, le fossé 07 de la Couture, le Moulin Ouf, le fossé 01 de Cantepie, le Long Vey, le fossé 01 du Pont Caudel, le fossé 01 de la Rupallerie et le fossé 02 de la Vacquerie,,.
La Drôme, d'une longueur de 58 km, prend sa source dans la commune de Souleuvre en Bocage et se jette dans l'Aure à Maisons, après avoir traversé 26 communes.
L'Esque, d'une longueur de 21 km, prend sa source dans la commune de Cerisy-la-Forêt et se jette dans l'Aure à Colombières, après avoir traversé douze communes.
La Tortonne, d'une longueur de 18 km, prend sa source dans la commune de Balleroy-sur-Drôme et se jette dans l'Aure à Trévières, après avoir traversé onze communes.
La Siette, d'une longueur de 10 km, prend sa source dans la commune et se jette  dans la Tortonne à Saon, après avoir traversé trois communes.

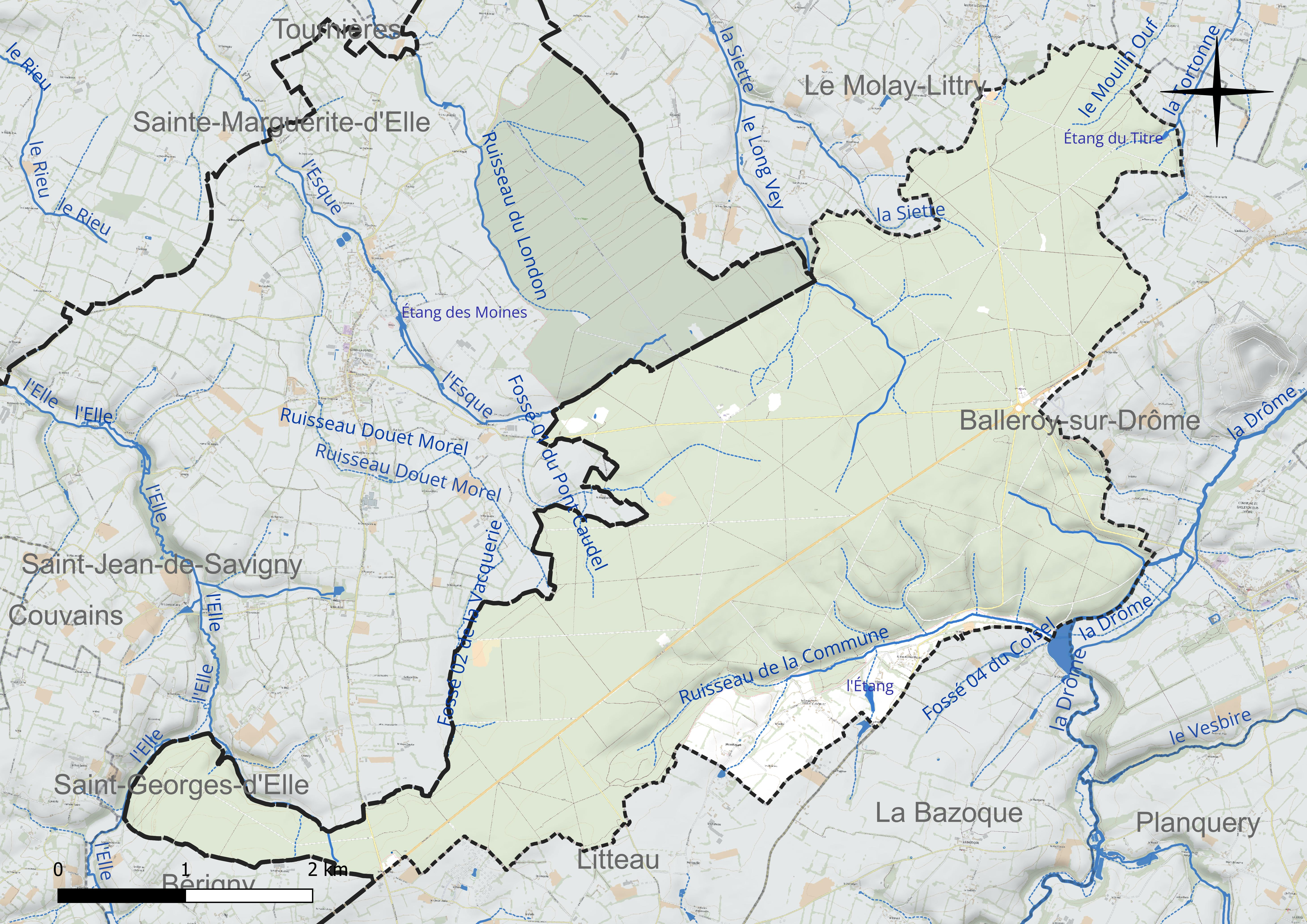
Réseau hydrographique de Montfiquet.

Deux plans d'eau complètent le réseau hydrographique : l'étang (0,8 ha) et l'étang du Titre (0,3 ha),.

### Climat
Pour des articles plus généraux, voir Climat de la Normandie et Climat du Calvados.
En 2010, le climat de la commune est de type climat océanique franc, selon une étude du CNRS s'appuyant sur une série de données couvrant la période 1971-2000. En 2020, Météo-France publie une typologie des climats de la France métropolitaine dans laquelle la commune est exposée à un climat océanique et est dans la région climatique  Normandie (Cotentin, Orne), caractérisée par une pluviométrie relativement élevée (850 mm/a) et un été frais (15,5 °C) et venté.
Pour la période 1971-2000, la température annuelle moyenne est de 10,4 °C, avec une amplitude thermique annuelle de 12 °C. Le cumul annuel moyen de précipitations est de 898 mm, avec 13,5 jours de précipitations en janvier et 7,9 jours en juillet. Pour la période 1991-2020, la température moyenne annuelle observée sur la station météorologique la plus proche, située sur la commune de Balleroy-sur-Drôme à 3 km à vol d'oiseau, est de 11,2 °C et le cumul annuel moyen de précipitations est de 924,3 mm,. Pour l'avenir, les paramètres climatiques de la commune estimés pour 2050 selon différents scénarios d'émission de gaz à effet de serre sont consultables sur un site dédié publié par Météo-France en novembre 2022.

### Milieux naturels et biodiversité
La plus grande partie du territoire communal est couverte par la forêt de Cerisy.

## Urbanisme

### Typologie
Au 1er janvier 2024, Montfiquet est catégorisée commune rurale à habitat très dispersé, selon la nouvelle grille communale de densité à 7 niveaux définie par l'Insee en 2022.
Elle est située hors unité urbaine.
Par ailleurs la commune fait partie de l'aire d'attraction de Bayeux, dont elle est une commune de la couronne,. Cette aire, qui regroupe 29 communes, est catégorisée dans les aires de moins de 50 000 habitants,.

### Occupation des sols

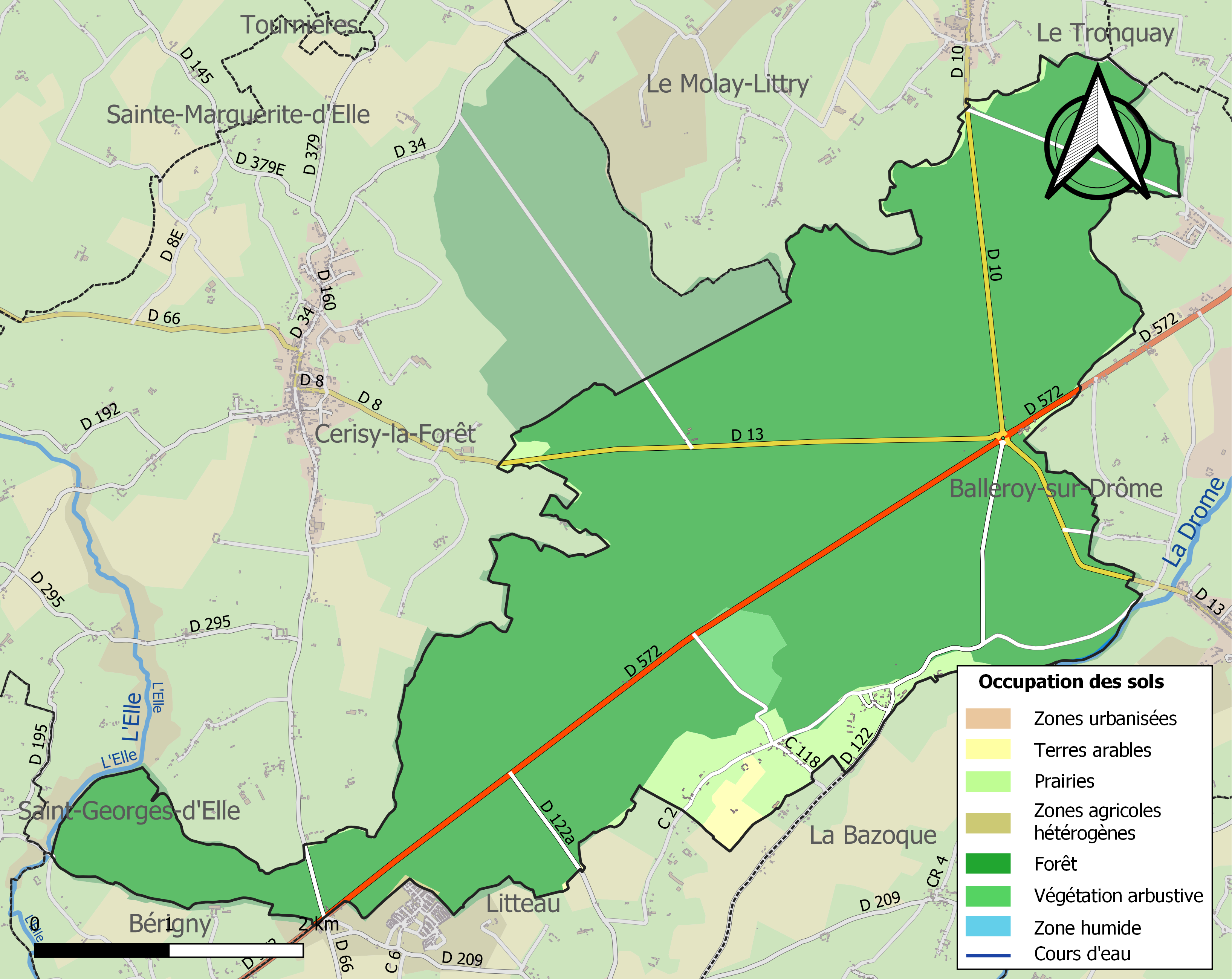
Carte des infrastructures et de l'occupation des sols de la commune en 2018 (CLC).

L'occupation des sols de la commune, telle qu'elle ressort de la base de données européenne d'occupation biophysique des sols Corine Land Cover (CLC), est marquée par l'importance des forêts et milieux semi-naturels (92,7 % en 2018), une proportion sensiblement équivalente à celle de 1990 (93,3 %).
La répartition détaillée en 2018 est la suivante : forêts (91,2 %), prairies (6,3 %), milieux à végétation arbustive et/ou herbacée (1,5 %), terres arables (0,8 %), zones agricoles hétérogènes (0,2 %).
L'évolution de l'occupation des sols de la commune et de ses infrastructures peut être observée sur les différentes représentations cartographiques du territoire : la carte de Cassini (XVIIIe siècle), la carte d'état-major (1820-1866) et les cartes ou photos aériennes de l'IGN pour la période actuelle (1950 à aujourd'hui).

## Toponymie
Le toponyme est attesté sous les formes Monte Fichet en 1066 - 1087 (Bates 95); Montfichet vers 1170 (Wace); Monfichet en 1141 - 1181 (BMR); Montefichet et Monte Fichet en 1180 (Stapleton); Montefiket en 1195 (Stapleton).
Il s'agit d'une formation médiévale en Mont- « colline, élévation, mont » (le nom commun français mont est issu du gallo-roman MONTE formé à partir de l'accusatif montem du latin mons). Le second élément -fiquet représente soit un appellatif soit un anthroponyme.
Du vocable d'oïl ou ancien français dialectal (normand) fiquet « petite cheville servant à attacher »,, correspondant au français fichet « petite fiche, outil de tailleur de pierre ou de maçon ». On n'en saisit pas bien le sens toponymique, c'est pourquoi François de Beaurepaire préfère y voir le nom de personne Fichet / Fiquet (resté comme patronyme en Normandie) et bien attesté dans le Bessin, puisqu'un Fichet / Fiquet est mentionné au XIIe siècle (terra Rodulfi Ficheth 1144, Bourr. 154). En outre, les toponymes en Mont- composés avec un nom de personne sont nombreux dans le département du Calvados où l'on dénombre par exemple : Mont-au-Bœuf (Monte Abolt 1066); Mont-Bertrand; Montbotin; Montbouin; Mont Fouqueran; Montfréard, etc.

## Histoire
Dans la première moitié du XVIe siècle, Jeanne de Thieuville, épouse de Pierre Le Gris († v. 1552), seigneur et baron d'Échauffour, est dame châtelaine de Montfiquet, Monfréville, Tollevast et Sainte-Croix.

## Politique et administration
| Période   | Période   | Identité         | Étiquette | Qualité          |
| --------- | --------- | ---------------- | --------- | ---------------- |
| ?         | mars 2001 | Élisabeth Moulle |           |                  |
| mars 2001 | mars 2008 | Patrice Trével   |           |                  |
| mars 2008 | En cours  | Albert Courchant | SE        | Artisan couvreur |

Le conseil municipal est composé de onze membres dont le maire et un adjoint.

## Démographie
L'évolution du nombre d'habitants est connue à travers les recensements de la population effectués dans la commune depuis 1793. Pour les communes de moins de 10 000 habitants, une enquête de recensement portant sur toute la population est réalisée tous les cinq ans, les populations de référence des années intermédiaires étant quant à elles estimées par interpolation ou extrapolation. Pour la commune, le premier recensement exhaustif entrant dans le cadre du nouveau dispositif a été réalisé en 2005.
En 2022, la commune comptait 85 habitants, en évolution de −18,27 % par rapport à 2016 (Calvados : +1,58 %, France hors Mayotte : +2,11 %).
Au premier recensement républicain, en 1793, Montfiquet comptait 539 habitants, population jamais atteinte depuis. Elle était la commune la moins peuplée du canton de Balleroy.
| 1793 | 1800 | 1806 | 1821 | 1831 | 1836 | 1841 | 1846 | 1851 |
| ---- | ---- | ---- | ---- | ---- | ---- | ---- | ---- | ---- |
| 539  | 484  | 430  | 446  | 527  | 276  | 262  | 297  | 302  |

| 1856 | 1861 | 1866 | 1872 | 1881 | 1886 | 1891 | 1896 | 1901 |
| ---- | ---- | ---- | ---- | ---- | ---- | ---- | ---- | ---- |
| 302  | 307  | 253  | 207  | 203  | 212  | 163  | 199  | 195  |

| 1906 | 1911 | 1921 | 1926 | 1931 | 1936 | 1946 | 1954 | 1962 |
| ---- | ---- | ---- | ---- | ---- | ---- | ---- | ---- | ---- |
| 187  | 174  | 191  | 163  | 155  | 130  | 119  | 115  | 118  |

| 1968 | 1975 | 1982 | 1990 | 1999 | 2005 | 2006 | 2010 | 2015 |
| ---- | ---- | ---- | ---- | ---- | ---- | ---- | ---- | ---- |
| 95   | 94   | 80   | 87   | 90   | 93   | 96   | 83   | 102  |

| 2020 | 2022 | - | - | - | - | - | - | - |
| ---- | ---- | - | - | - | - | - | - | - |
| 90   | 85   | - | - | - | - | - | - | - |

## Économie
La commune se situe dans la zone géographique des appellations d'origine protégée (AOP) Beurre d'Isigny et Crème d'Isigny.

## Culture locale et patrimoine

### Lieux et monuments
- Église Saint-Thomas-de-Cantorbéry du XIIe siècle.
- Vestiges près de l'église d'une motte féodale[42].
- Mairie-école du XIXe siècle.
- Forêt de Cerisy, carrefour de l'Embranchement, arboretum.

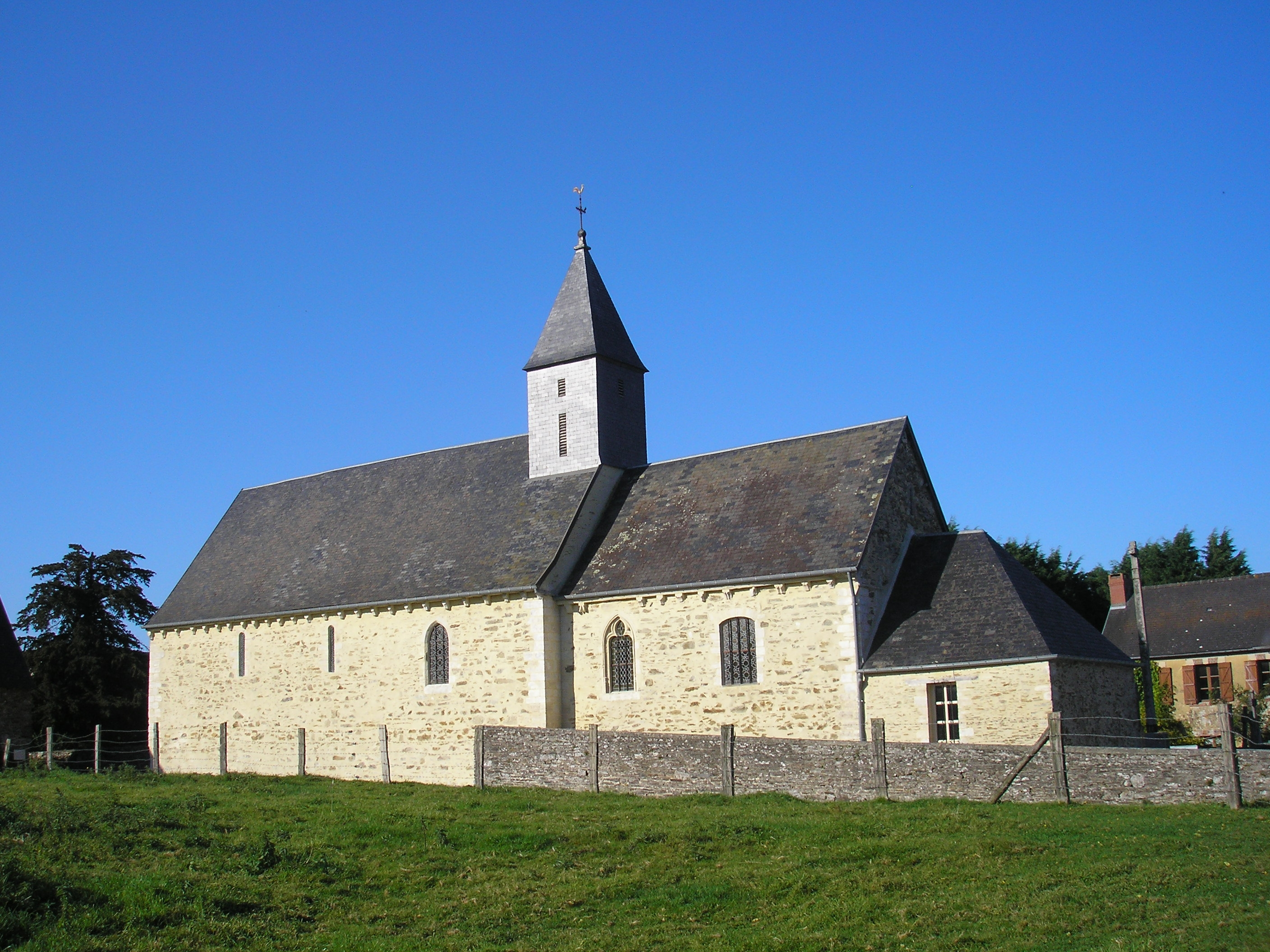
L'église Saint-Thomas-de-Cantorbéry.
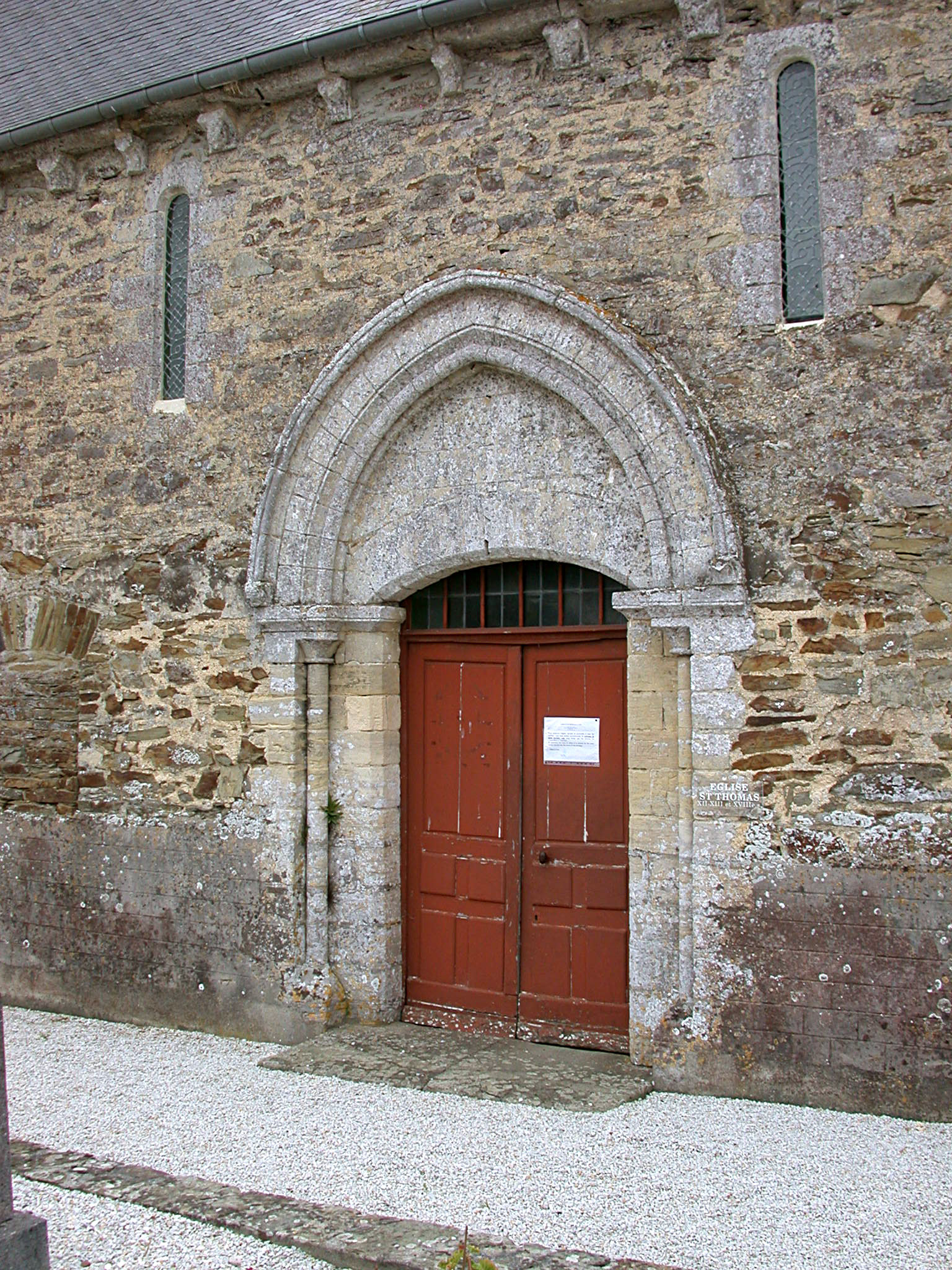
Le portail nord de l'église Saint-Thomas-de-Cantorbéry.
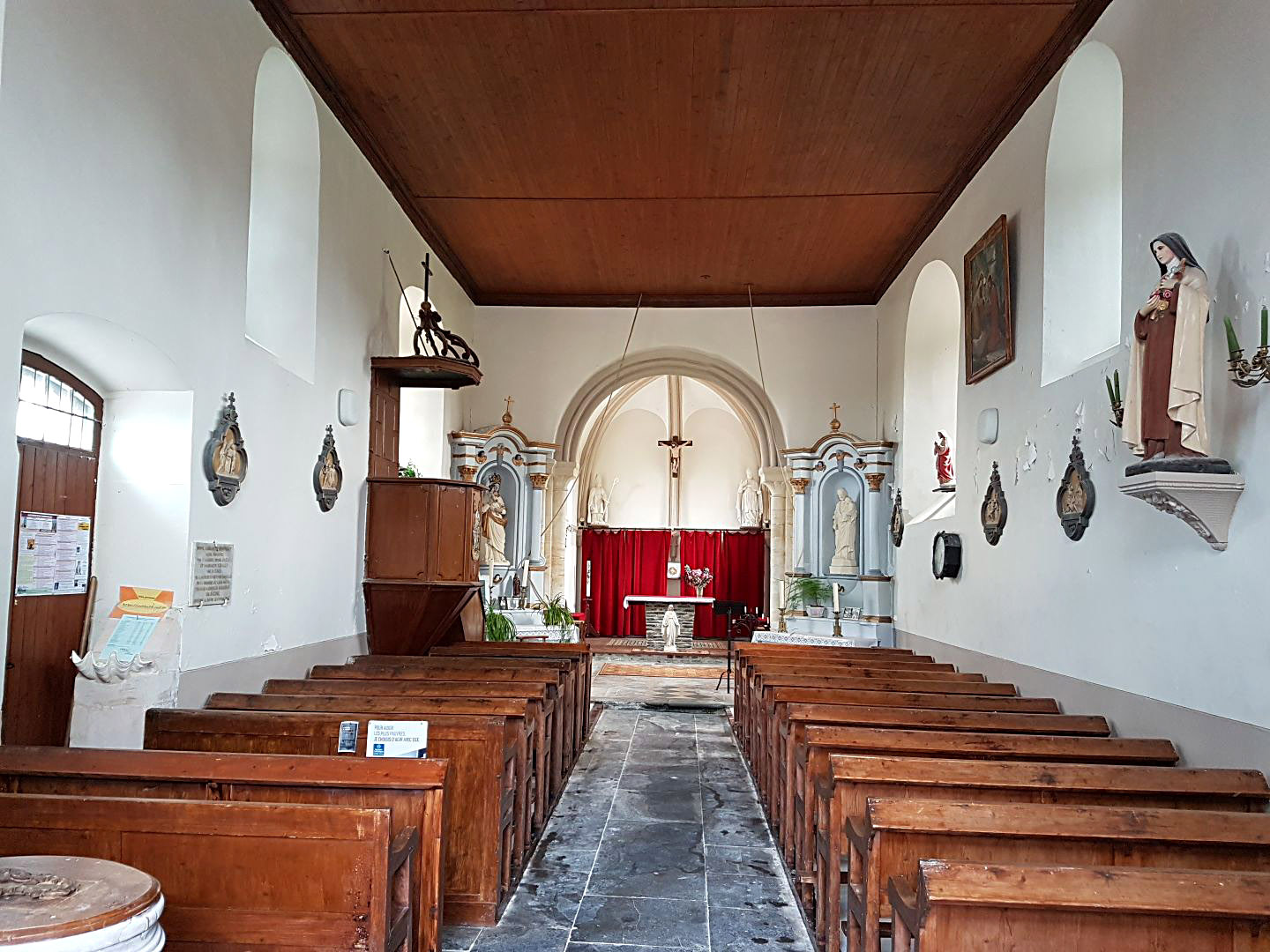
La nef de l'église Saint-Thomas-de-Cantorbéry.
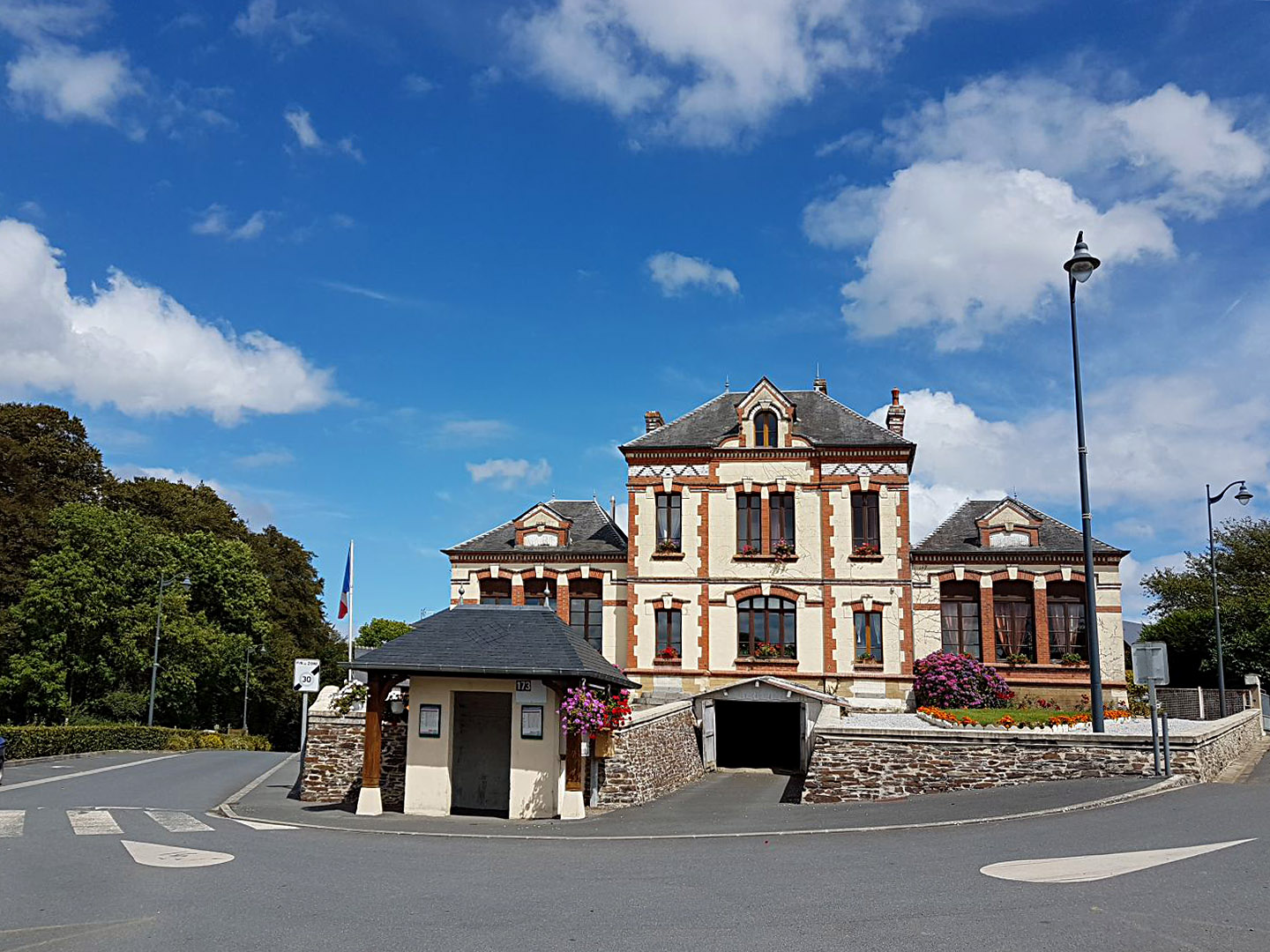
La mairie et les écoles.

### Personnalités liées à la commune
- Louis Richard François Dupont (1731-1765), peintre.
- Oliver Victor de Beaudre (1736-1815), général des armées de la République, né dans cette commune.